# Олимпия (футбольный клуб, Прага)
Олимпия (чеш. Fotbalový klub Olympia a.s.) — прекративший существование чешский футбольный клуб из Праги, выступавший в Футбольной национальной лиге, втором по силе дивизионе Чехии.

## История
«Олимпия Прага» является прямым преемником клуба «Олимпия» из города Градец-Кралове. В 2017 году «Олимпия» стала победителем Богемской футбольной лиги и заслужила право в следующем сезоне выступить в ФНЛ. После этого игроки и весь тренерский состав перебрались в Прагу, где был основан новый клуб с тем же названием. Поводом к этому послужило неудовлетворительное состояние домашнего стадиона и инфраструктуры клуба, не соответствующее нормам профессионального футбола в Чехии.

## Выступление в чемпионате Чехии
| Сезон   | Лига/дивизион                | Уров. | Место | Кубок        |
| ------- | ---------------------------- | ----- | ----- | ------------ |
| 2017/18 | Футбольная национальная лига | 2     | 13    | Второй раунд |